# 夜空。feat.ハジ→/ストレスフリー
「夜空。feat.ハジ→/ストレスフリー」（よぞら。フィーチャリング ハジー/ストレスフリー）は、日本のシンガーソングライター・miwaの18枚目のシングル。2015年8月19日にSony Music Recordsから発売。

## 解説
メジャー18枚目のシングル。両A面シングルとしては3枚目。
表題曲の「夜空。feat.ハジ→」は、仙台出身のシンガーソングライター・ハジ→をフィーチャリングしたラブバラードナンバー。他アーティストをフィーチャーするのは自身初となる。PVはmiwaとハジ→による歌唱パートとドラマパートから構成されており、ドラマパートには俳優の坂口健太郎と高田里穂、ムロツヨシが出演する。
2曲目の「ストレスフリー」は4thアルバム『ONENESS』からのリカットで、テレビ朝日系金曜ナイトドラマ『民王』主題歌。同ドラマのエンディングにはmiwa本人もカメオ出演している。
カップリング曲には、ももいろクローバーZに提供した楽曲「いつか君が」のセルフカバーバージョンを収録。
シングル盤は初回生産限定盤と通常盤の2種類がリリース。初回生産限定盤には、「夜空。」のレコーディングムービーや「ストレスフリー」のPVおよび振付ガイドが収録されたDVDが付属する。

## 収録曲
| #         | タイトル                                                | 作詞                      | 作曲          | 編曲       | 時間  |
| --------- | ------------------------------------------------------- | ------------------------- | ------------- | ---------- | ----- |
| 1.        | 「夜空。feat.ハジ→」                                    | miwa・ハジ→               | miwa・ハジ→   | 小高光太郎 | 5:14  |
| 2.        | 「ストレスフリー」                                      | miwa                      | miwa・NAOKI-T | NAOKI-T    | 4:00  |
| 3.        | 「いつか君が」                                          | ももいろクローバーZ・miwa | miwa          | NAOKI-T    | 4:26  |
| 4.        | 「夜空。feat.俺→ (miwa only ver.)」(初回生産限定盤のみ) |                           |               |            | 5:13  |
| 5.        | 「夜空。feat.ハジ→ (instrumental)」(初回生産限定盤のみ) |                           |               |            | 5:14  |
| 6.        | 「ストレスフリー (instrumental)」(初回生産限定盤のみ)   |                           |               |            | 3:57  |
| 合計時間: | 合計時間:                                               | 合計時間:                 | 合計時間:     | 合計時間:  | 28:07 |

### 初回生産限定盤DVD
1. 夜空。feat.ハジ→ (レコーディングメイキング)
2. ストレスフリー (ビデオクリップ)
3. ストレスフリー (民王ver.) (ビデオクリップ)
4. ストレスフリー (振付ガイド)